# رنگین‌کمان شکسته
رنگین‌کمان شکسته (انگلیسی: Broken Rainbow) فیلمی در ژانر مستند است که در سال ۱۹۸۵ منتشر شد. از بازیگران آن می‌توان به لورا نایرو اشاره کرد. این فیلم به کوچ بزرگ و اجباری قبیله ناواهو از آریزونا می‌پردازد.